# HD 80930
HD 80930，又名BD+75 377，SAO 6858、HR 3719，是一颗恒星，视星等为6.29，位于銀經137.18，銀緯35.8，其B1900.0坐标为赤經9h 17m 21.3s，赤緯+75° 35.8′ 43″。